# Sorn Castle

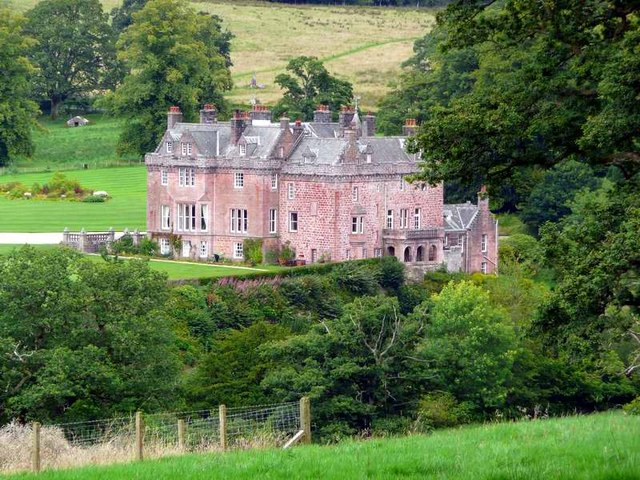
Sorn Castle

Sorn Castle ist ein Herrenhaus nahe der schottischen Ortschaft Sorn in der Council Area East Ayrshire. 1971 wurde das Bauwerk in die schottischen Denkmallisten in die höchste Kategorie A aufgenommen. Des Weiteren sind die Stallungen des Herrenhauses eigenständig als Kategorie-A-Bauwerk gelistet. Ein Denkmalensemble besteht nicht.

## Geschichte
Die Keimzelle von Sorn Castle bildete ein Tower House, das wahrscheinlich aus dem 15. Jahrhundert stammt, jedoch auch älter sein könnte. Eine Plakette neueren Datums gibt das Jahr 1409 an. Im 16. Jahrhundert und ein weiteres Mal 1783 wurde das Tower House erweitert. Mit der Modernisierung und Umgestaltung 1865 wurde der schottische Architekt David Bryce beauftragt. Die jüngste Erweiterung wurde 1909 vorgenommen. Heute ist in Sorn Castle ein Gastronomiebetrieb für Hochzeiten mit angeschlossenem Hotel eingerichtet.

## Beschreibung
Sorn Castle liegt direkt westlich des Dorfes Sorn am Nordufer des Flusses Ayr. Es ist im Scottish Baronial Style mit umlaufenden Zinnen gestaltet. Die aus den 1830er Jahren stammenden Stallungen liegen rund 300 m nordwestlich. Die Gebäude umschließen einen Innenhof vollständig, der über einen mit Dreiecksgiebel und gepaarten Pilastern gestalteten Torweg zugänglich ist.